# Ereunetea orientalis
Ereunetea orientalis là một loài bướm đêm trong họ Geometridae.